# Uğur Altınel
Uğur Altınel (* 3. Dezember 1981) ist ein türkischer Rollstuhltennisspieler.

## Karriere
Uğur Altınel spielt seit 2018 internationale Turniere, dabei startet er in der Klasse der Quadriplegiker („Quad“). Er konnte bereits mehrere Turniere niedrigerer Kategorie gewinnen, sein bevorzugter Belag ist Sandplatz.
Altınel hat sich für die Quad-Wettbewerbe der US Open 2023 qualifiziert. Bei diesem Turnier konnte er weder im Einzel noch zusammen mit Ahmet Kaplan im Doppel ein Spiel gewinnen. Bei den European Para Championships errangen die beiden 2023 Silber im Doppel.
Beim World Team Cup gewann er 2024 mit dem türkischen Team Silber. Das war die erste Medaille für die Türkei in diesem Wettbewerb.
Uğur Altınel nahm an den Sommer-Paralympics 2024 in Paris teil. Dabei unterlag er in der ersten Runde Gregory Slade in drei Sätzen, im Doppel mit Ahmet Kaplan ebenfalls in der ersten Runde dem brasilianischen Doppel Leandro Pena und Ymanitu Silva.